# Huis De Katholieke Kring
Het Huis De Katholieke Kring, ook Huis Volcquaert genoemd, is een gebouw op de Markt in het Belgische Zottegem. Het is een dubbelhuis uit het derde kwart van de achttiende eeuw in rococostijl met twee bouwlagen van negen traveeën onder een steil zadeldak. Het werd vermoedelijk rond 1745 opgetrokken door de rijke griffiersfamilie Volcquaert. Sinds 1872 is het gebouw een horecazaak. De Katholieke Kring (Cercle Catholique) werd er op 11 augustus 1872 opgericht door de industrieel August De Rouck, die het pand via zijn moeder had geërfd (zij was de laatste telg van de Volcquaert-familie die het had laten bouwen) en het in volle eigendom schonk aan die katholieke vereniging ((…) ik heb u hier vergaderd ten einde eenen katholieken kring te stichten waartoe ik U afstand doe van het huis waar wij ons thans bevinden, huis waar ik geboren ben en bewoond werd door mij en mijne ouders). Vijfenzeventig jaar later (op 11 augustus 1947) werd de oprichting ervan herdacht met een gedenksteen naast de voordeur. Het gebouw wordt soms ook de 'voormalige dekenij' genoemd; deze benaming wordt ook in het beschermingsbesluit van 1981 gebruikt maar verder onderzoek wees uit dat dit niet klopt (de 'echte' dekenij was aan Kasteelstraat). De bepleisterde en beschilderde baksteenbouw is versierd met gestileerde bladmotieven en plantenslingers en met een driehoekig fronton met oculus en rankwerk. Binnenin is de achttiende-eeuwse trap bewaard gebleven. Sinds 1981 is het Huis De Katholieke Kring als monument beschermd. Tussen september 2023 en mei 2024 werden het dak, de gevel en het pleisterwerk gerenoveerd (met historisch onderzoek naar de gevelkleur en restauratie van het dak naar historisch model).

## Afbeeldingen

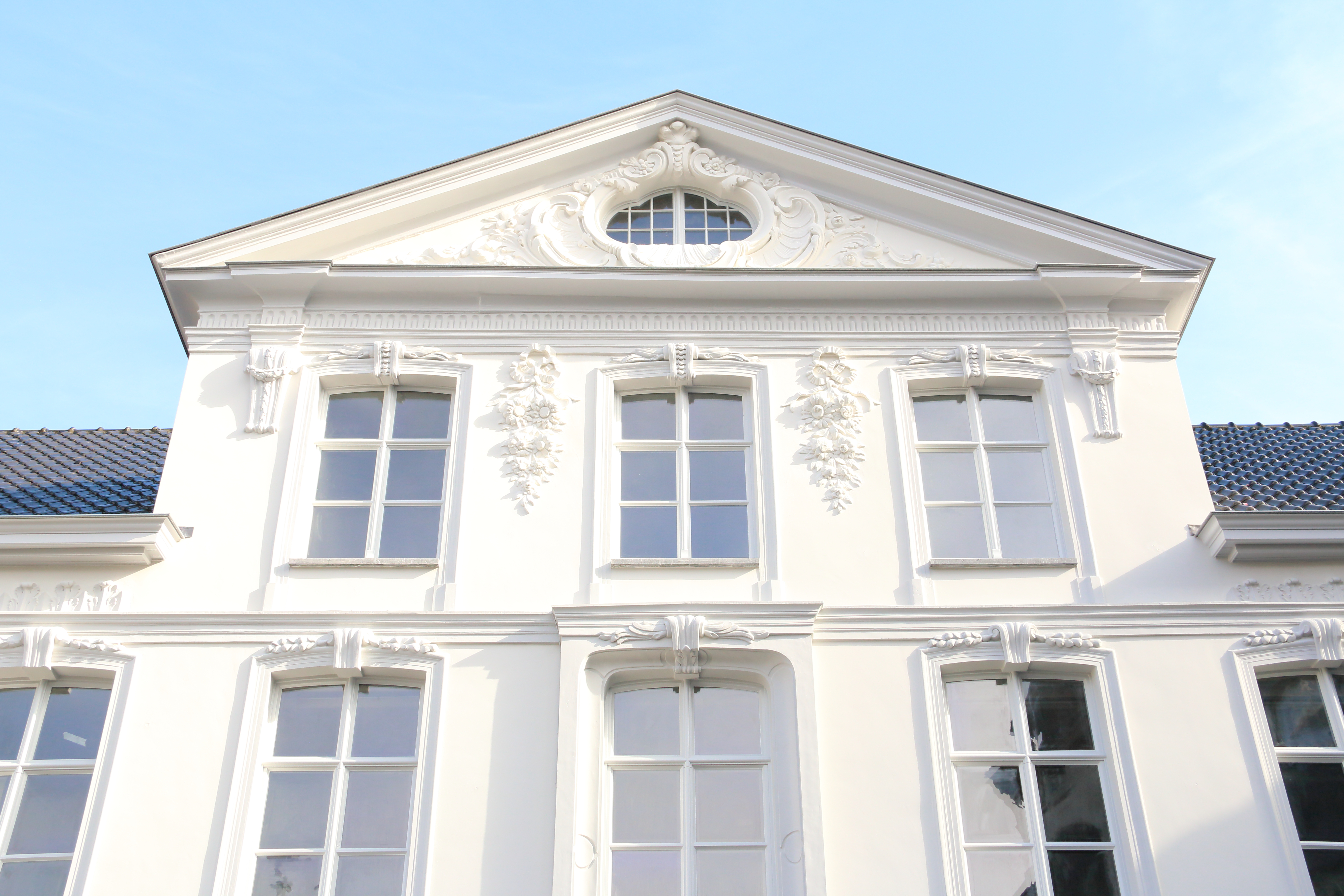
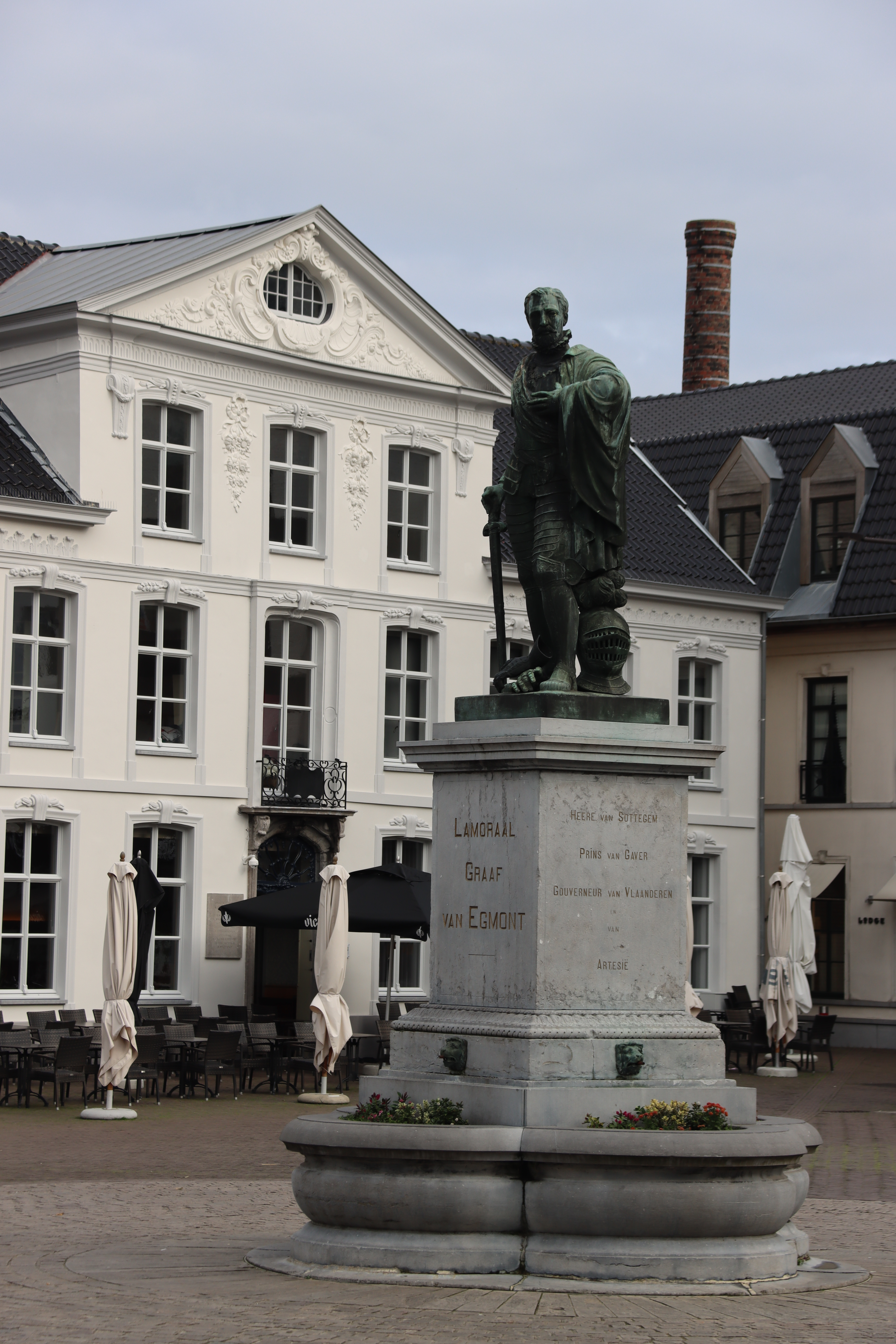
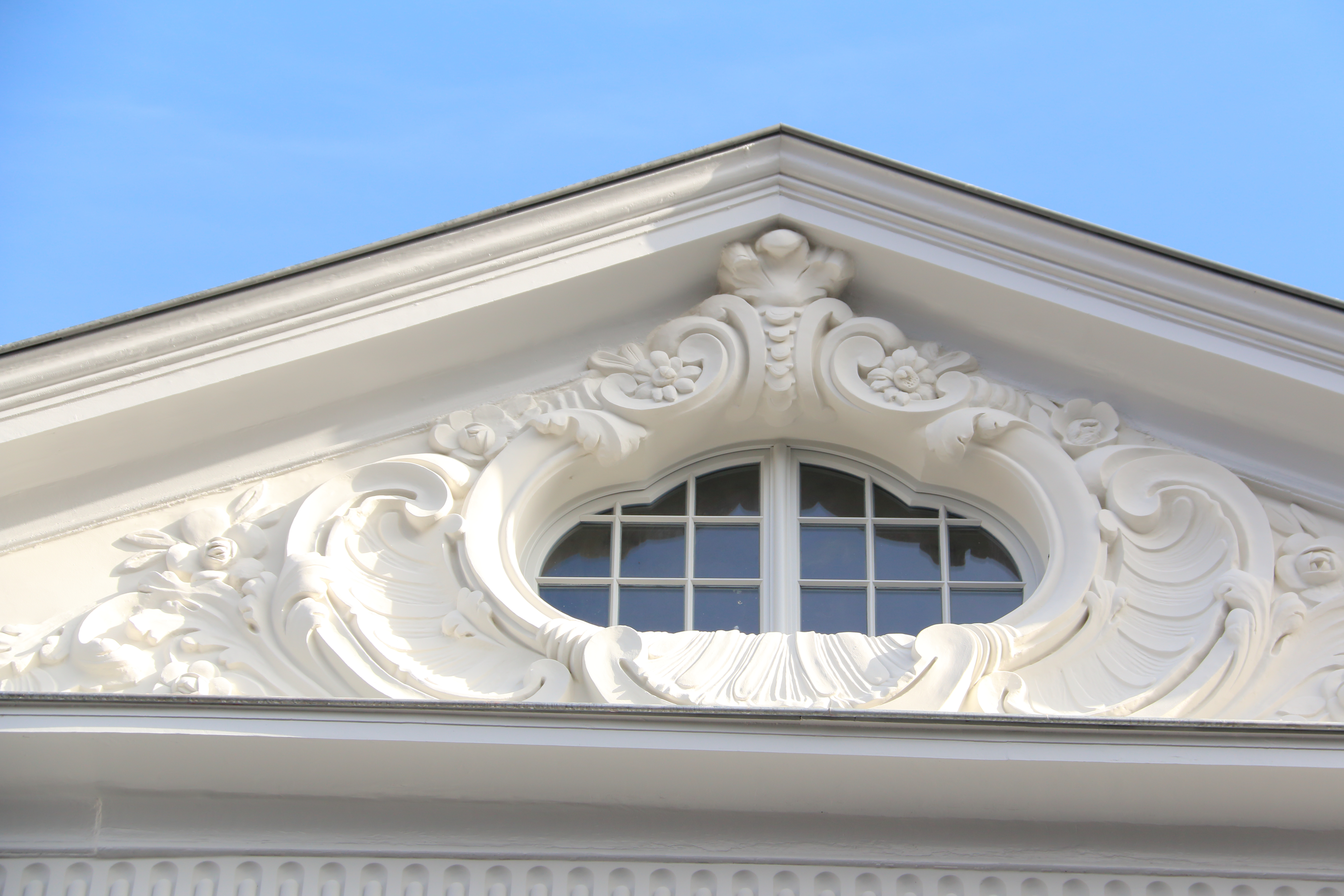
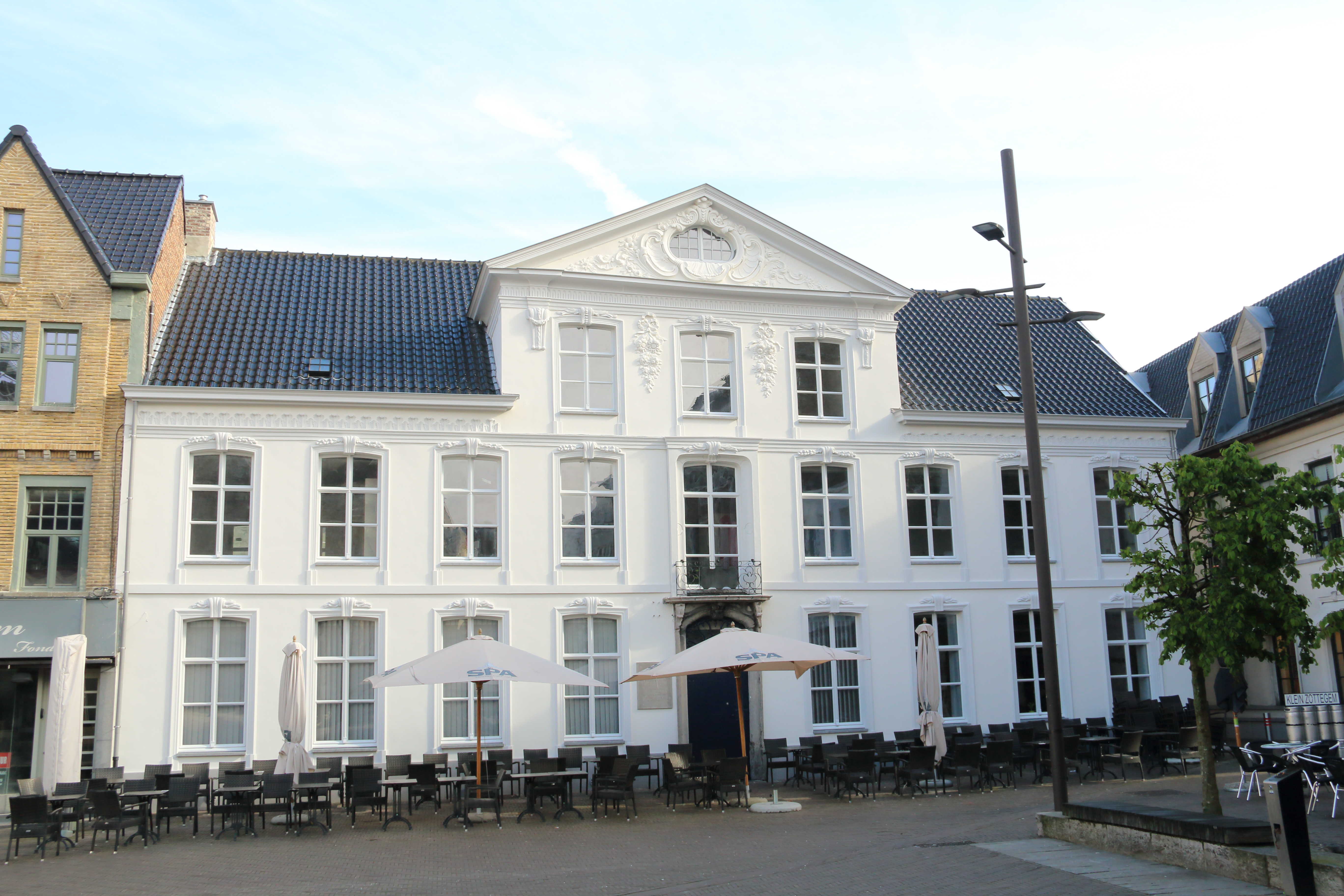
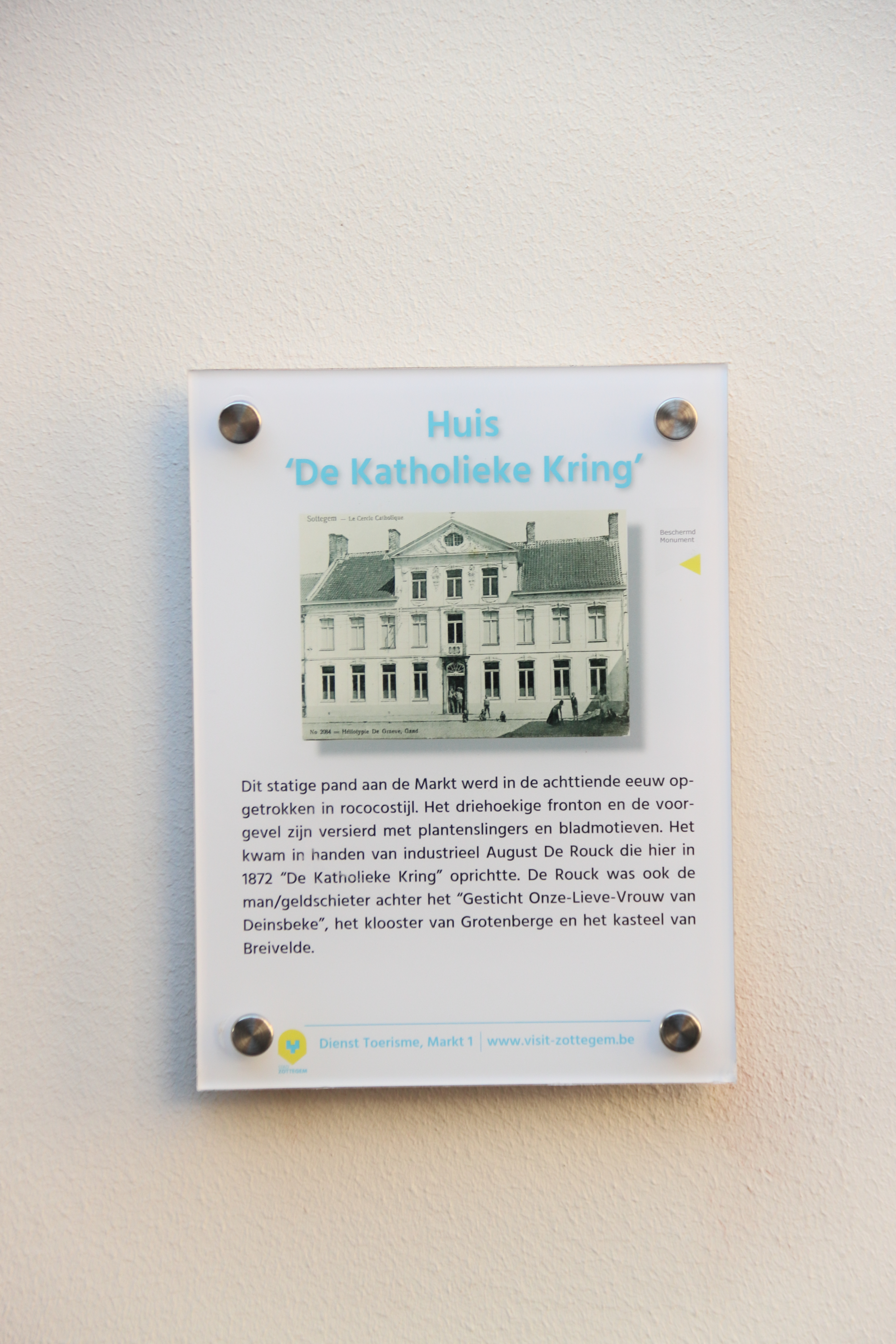
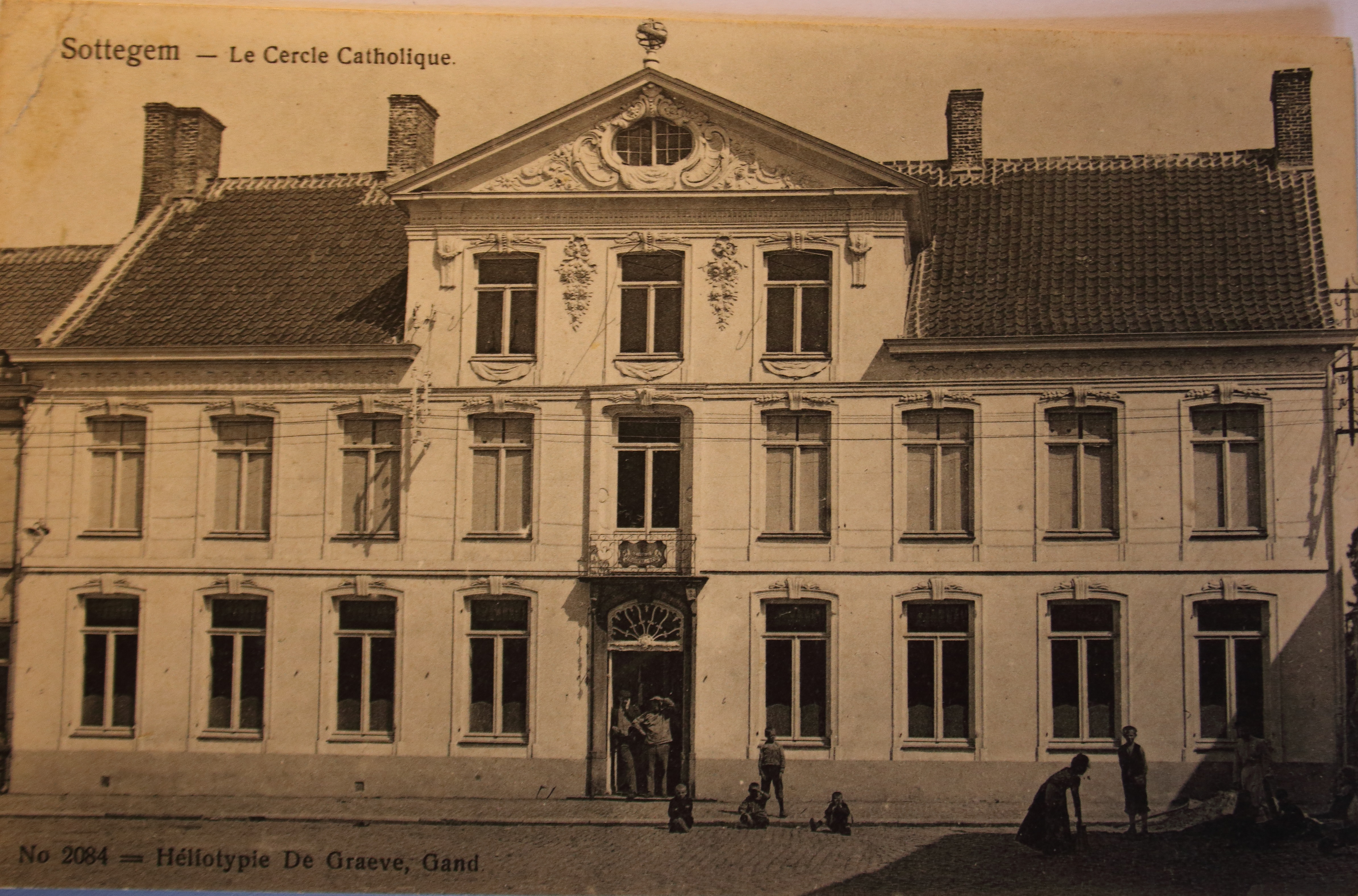
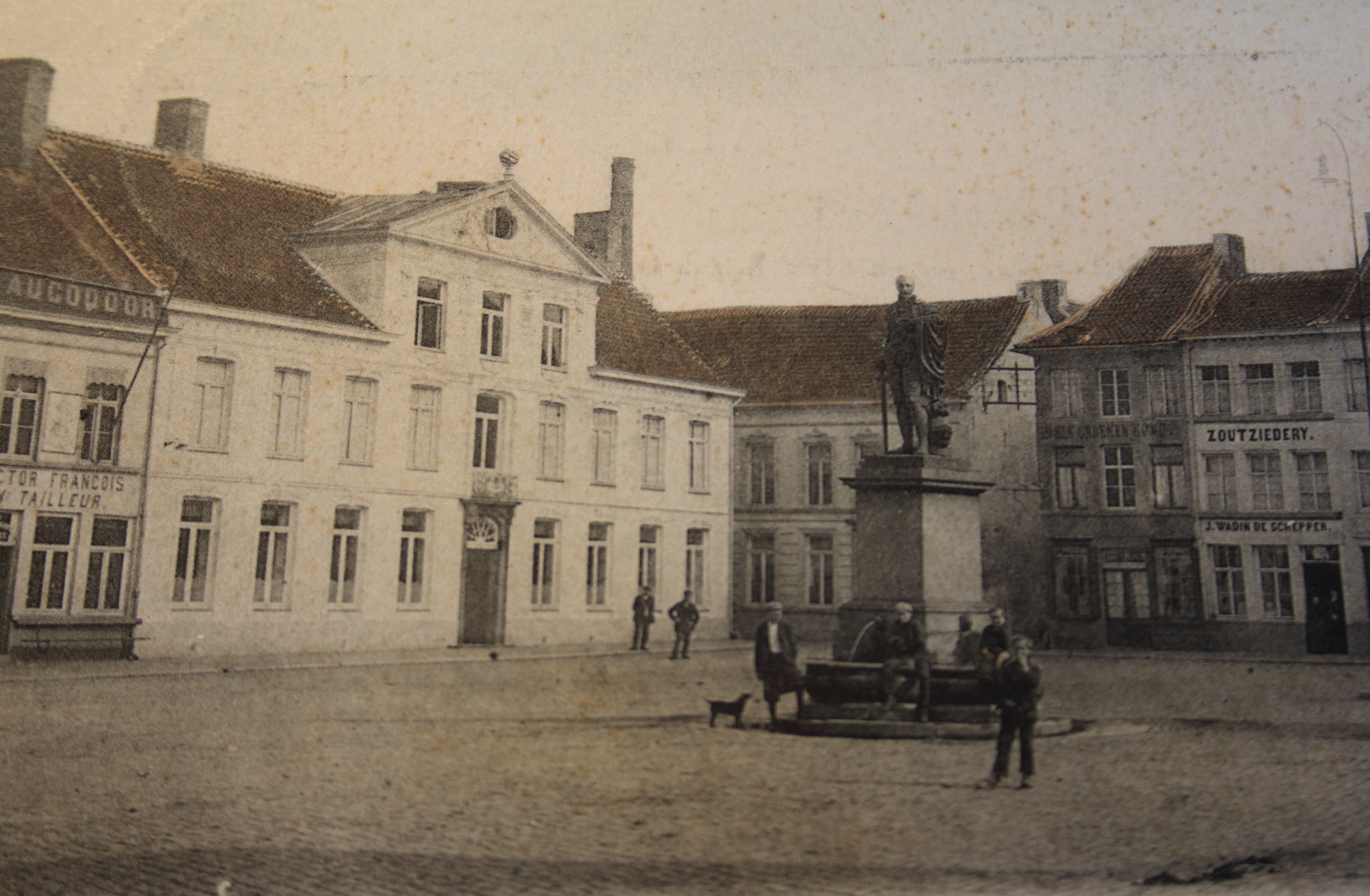
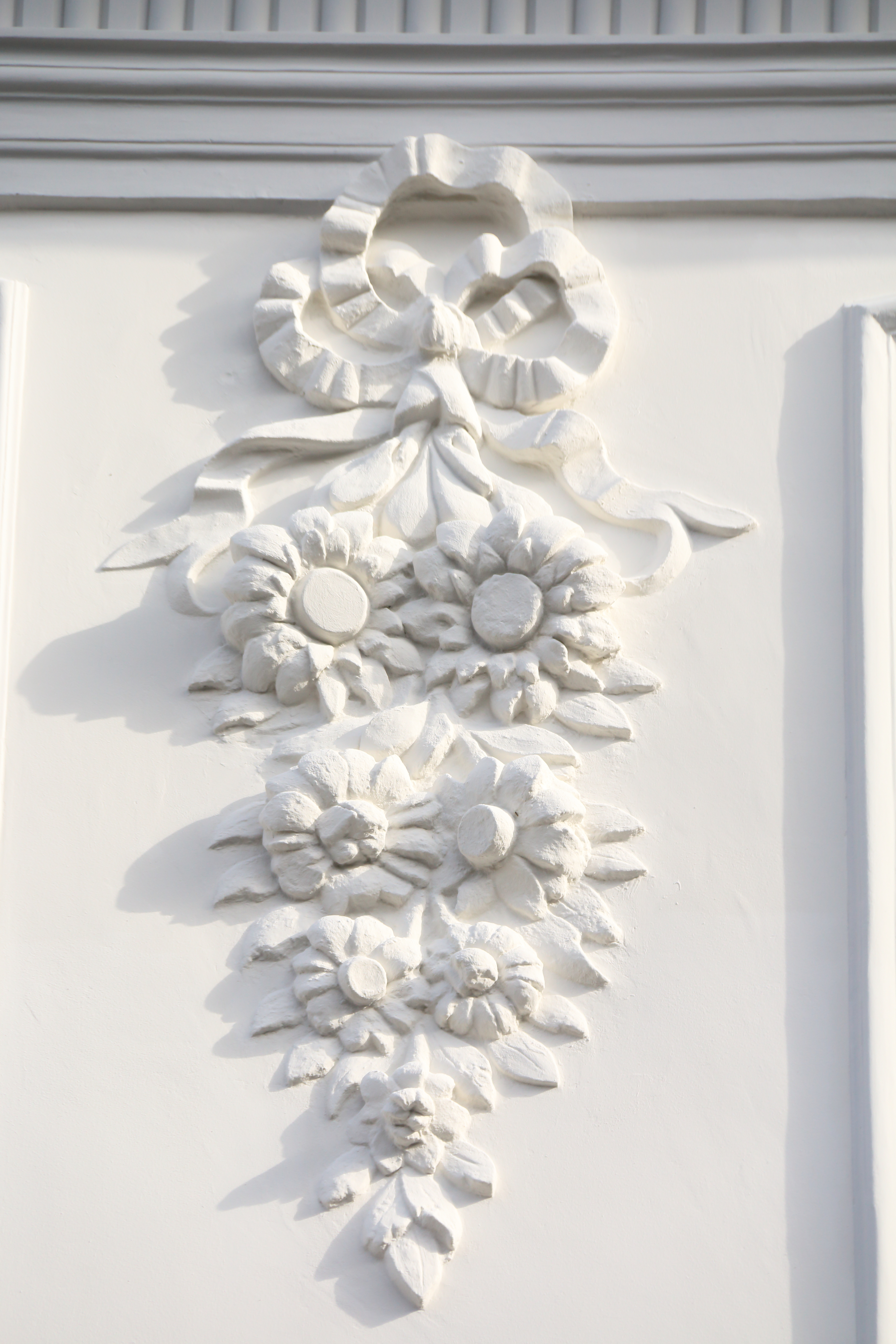
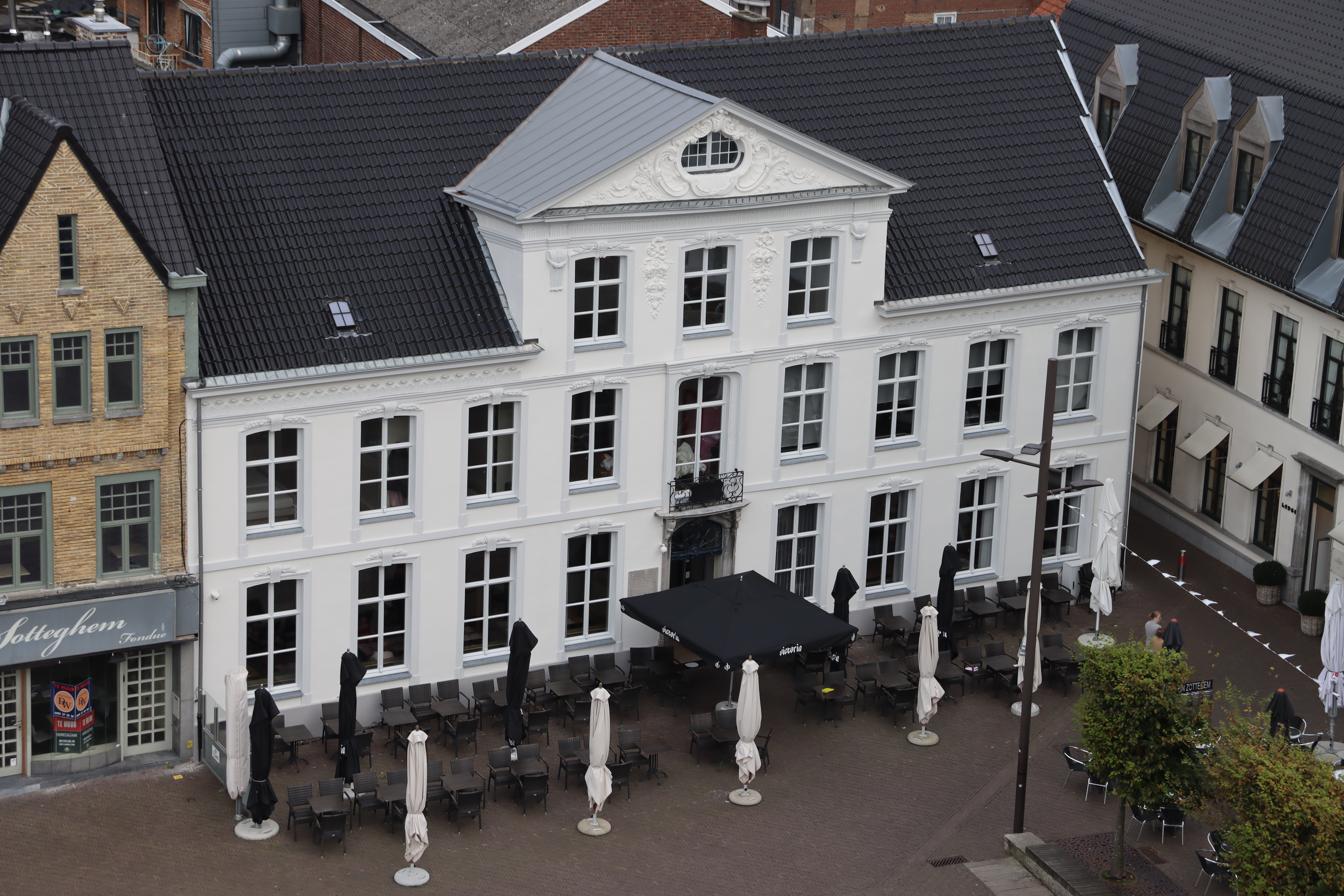